# هوجو نوری‌توکی
هوجو نوریتوکی (به ژاپنی: 北条教時); تولد ۱۲۳۵، مرگ ۱۱ مارس ۱۲۷۲ میلادی؛ یکی از اعضای خاندان هوجو (شاخه ناگوئه) بود. پنجمین پسر هوجو توموتوکی بنیانگذار این خاندان بود. در سال ۱۲۴۵ برادر بزرگتر وی هوجو میتسوتوکی شورشی ناموفقی برای سرنگون کردن شیکّن پنجم هوجو توکی‌یوری که به نام شورش میا معروف است طرح‌ریزی کرد. وی سپس مشاغل خود را از دست داد و تبعید شد. وی نیز مانند برادر بزرگترش مخالف با یکه‌سالاری خاندان هوجو بود.
در سال ۱۲۷۲ هوجو نوریتوکی شورشی را برضد شیکن هشتم هوجو توکیمونه به نام شورش ماه دوم انجام داد که با شکست خاتمه یافت. وی در ۱۱ مارس ۱۲۷۲ در سن ۳۸ سالگی در هنگام شورش کشته شد.